# Alix d’Unienville
Alix Marrier d’Unienville, MBE, LdeH, CdeG, (* 8. Mai 1918 in Mauritius; † 10. November 2015 in Paris, Frankreich) war eine französische Widerstandskämpferin und Schriftstellerin.
Sie arbeitete während des Zweiten Weltkriegs in der Résistance für die Befreiung Frankreichs vom Nazi-Regime.
Nach Kriegsende arbeitete sie als Kriegsberichterstatterin für die US-amerikanischen Streitkräfte, als Stewardess bei Air France, Journalistin und Schriftstellerin.

## Leben
Alix Marrier d’Unienville wurde 1918 als jüngstes der vier Kindern des Barons Jules-Noël Marrier d’Unienville (1888–1959) und dessen Ehefrau Hélène Eduarda Marie Marrier de Lagatinierie (1886–1976) auf Mauritius, damals britische Kronkolonie, geboren. Vorfahren der wohlhabenden Familie waren 1703 in den Adelsstand erhoben worden und ursprünglich in der Île-de-France ansässig, im 18. Jahrhundert jedoch nach Mauritius ausgewandert. 1926 zog die Familie nach Frankreich zurück und Alix wuchs mit ihren drei älteren Geschwistern (Solange, Marie Thérèse und France Charles Antoine) in einem Schloss in der Nähe von Vannes, Département Morbihan in der Bretagne auf.
Als im Mai/Juni 1940 die Besetzung Frankreichs durch die deutsche Wehrmacht erfolgte, floh die Familie nach England und Alix arbeitete in Folge in der Zentrale von Forces françaises libres, der von General de Gaulle in London gegründeten Widerstandsorganisation. Sie verfasste Flugblätter, die – über Frankreich abgeworfen – junge Frauen und Männer für die französische Widerstandsbewegung gewinnen sollten. Eines Tages wurde sie in das Bureau Central de Renseignements et d’Action, den Geheimdienst von France libre, beordert und von dort in die Zentrale der SOE, einer nachrichtendienstlichen Spezialeinheit der Briten in der Baker Street, geschickt. Im Rang eines Leutnants sollte sie zukünftig in der Women’s Auxiliary Air Force (WAAF) bzw. in der RF-Sektion der SOE (die unter dem Kommando von Charles de Gaulles France Libre stand) mitarbeiten. Sie durchlief zunächst das dreistufige SOE-Training unter anderem mit Fitnesstraining, Schulung an Handfeuerwaffen, Kampftechniken, Umgang mit Sprengstoffen, Kartenlesen, Fallschirmspringen usw. und wurde danach der RF-Sektion der SOE zugeteilt.
Am 31. März 1944 setzte man sie per Fallschirm und mit zwei Millionen Francs für die französische Widerstandsbewegung über dem Département Loir-et-Cher ab. Für den Einsatz hatte die SOE eine neue Identität für sie konstruiert: Alix d’Unienville hieß nun Aline Bavelan, war 1922 auf der Insel Réunion geboren, 1938 für ein Studium nach Frankreich gekommen und die Frau eines Kriegsgefangenen. In Paris arbeitete sie unter den Codenamen Myril und Marie-France als Kurier für verschiedene Widerstandsgruppen und übermittelte Informationen über die deutsche Besatzungskräfte an die SOE-Zentrale in London. Doch sie wurde enttarnt und am 6. Juni 1944 mit einem anderen Agenten namens Tristan in der Nähe des Kaufhauses Le Bon Marché in Paris von Sipo/SD festgenommen und zum Verhör in die Zentrale des BdS in der Avenue Foch gebracht. Bei einer ersten Durchsuchung fand man ihre Cyanid-Tablette und nahm sie ihr ab. In der Folge wurde sie im Fresnes-Gefängnis in Einzelhaft gefangen gehalten. Sie täuschte vor, psychisch verwirrt zu sein, um von Fresnes ins Sainte-Anne Krankenhaus (l’Hôpital psychiatrique de Sainte-Anne) verlegt zu werden. Dieser Plan wurde jedoch von der Gestapo durchschaut und man verbrachte sie ins Transitlager Pithiviers, das ab Oktober 1943 als Gefangenenlager für politische Gefangene diente und Vorstufe für den Abtransport in Konzentrationslager wie Buchenwald oder Ravensbrück war. D’Unienville konnte aber ihre Verlegung ins Gefangenenlager Fort de Romainville erreichen, wo sie gemeinsam mit Annie Hervé, einer anderen Gefangenen, plante, mit Hilfe eines Seils, das sie aus einem Vorhang herstellen wollten, über die Mauern des Gefangenenlagers zu entkommen. Das Vorhaben scheiterte jedoch, weil Annie Hervé nach Deutschland deportiert wurde.
D’Unienville war in einem der letzten Konvois, die von Fort de Romainville in einem deutschen KZ enden sollten. Als die Gefangenen über eine Straßenbrücke über die Marne geschickt wurden, weil die Eisenbahnbrücke durch alliierte Bombenangriffe zerstört worden war, gelang ihr die Flucht. Bis zur Befreiung durch die alliierten Streitkräfte wurde sie von französischen Familien versteckt. Nach dem Krieg arbeitete d’Unienville zunächst als Kriegsberichterstatterin für die US-Streitkräfte in Südostasien, dann als Stewardess für Air France, dann als Journalistin und Autorin von Belletristik und Sachbüchern.

## Auszeichnungen
- Order of the British Empire
- Ordre national de la Légion d’honneur
- Croix de guerre 1939–1945
- Albert-Londres-Preis

## Werke (Auswahl)
- 1949: En vol, journal d’une hôtesse de l’air
- 1954: Les Mascareignes. Vieille France en Mer Indienne
- 1957: Qui es-tu?, Albin Michel
- 1961: Le point zéro. Roman situé à Rodrigues
- 1975: La fête secrète, roman. Collection Des roses pour Annick n° 7, Presses Sélect Ltée
- 1976: Le Trésor de Dieu